# Ларвікіт
Ларвікіти (на честь міста Ларвік у Норвегії) — це грубозернисті плутоніти. Основним компонентом ларвікіту є лужний польовий шпат. Цей термін більше не використовується в сучасній петрографічній номенклатурі, хоча він дуже поширений і продовжує використовуватися як місцева назва цих порід в Осло Грабен. На діаграмі QAPF для плутонітів ларвікіти розташовані між сієнітами та монцонітами та демонструють ознаки обох груп.

## Інтернет-ресурси
- Weiterführende Informationen zum Larvikit auf kristallin.de